# Anne Meara
Anne Meara (sinh ngày 20 tháng 9 năm 1929 – mất ngày 23 tháng 5 năm 2015) là một nữ diễn viên người Mỹ. Bà từng nhận được bốn đề cử giải Emmy và một đề cử giải Tony.

## Thời thơ ấu
Meara sinh ra tại Brooklyn, New York, bà là con gái của Mary (nhũ danh: Dempsey, 1896–1941) và Edward Joseph Meara (1894–1979).